# ترزا فو
ترزا فو (انگلیسی: Theresa Fu؛ زادهٔ ۲۲ سپتامبر ۱۹۸۴) مدل، خواننده و بازیگر اهل هنگ کنگ است.